# Церковь Канач Жам
Церковь Святого Иоанна Крестителя (арм. Սուրբ Հովհաննսես Մկրտիչ եկեղեցի), также известная как Церковь Канач Жам (арм. Կանաչ Ժամ եկեղեցի) — ныне разрушенный храм Армянской апостольской церкви в городе Шуше в Азербайджане. Церковь находилась на холме чуть выше другого, не менее известного храма Казанчецоц. После того, как армянские жители покинули город, а сама Шуша перешла под контроль Азербайджана, церковь была частично разрушена и превращеназ в ресторан.
Церковь была снесена азербайджанскими властями в период с декабря 2023 года по апрель 2024 года.

## История
Изначально церковь была освещена в честь Святого Иоанна Крестителя (по-армянски: Ованес Мкртич), но в народе её прозвали Канач Жам — «Зелёная церковь», так как в своё время купол церкви был зелёного цвета. Церковь также называют Карабахцоц, по названию старой церкви, которая была на этом месте.
На стенах современного храма остались некоторые надписи от прошлой, деревянной церкви. Купол и колокольня церкви видны из многих частей города.
Церковь имеет крестообразную форму и отличается уникальной внутренней отделкой. На входе, увенчанном куполом, высечена надпись:

Бабаян Степанос Ованесович. В память о покойном брате Мкртиче. 1847 г.
По сообщениям ряда СМИ, армянская сторона обвиняет Азербайджан в преднамеренном разрушении куполов храма после установления контроля над городом. Помощник президента Азербайджана Хикмет Гаджиев заявлял, что все церкви на перешедших под контроль Азербайджана территориях будут отремонтированы наряду с мечетями. Специальный докладчик ООН по культурным правам, в своем докладе отметил, что несмотря на все заявления Азербайджана о защите армянского культурного наследия, вандализм в отношении армянского наследия продолжился. Разрушения продолжались даже после постановления Международного суда и предыдущих сообщений специального докладчика ООН. Так, ещё в сообщении от 17 января 2022 года была высказана обеспокоенность по поводу церкви Канач Жам («Зелёная церковь»), которая была десакрализована и переделана в ресторан. На фотографиях видно, что купол был разрушен, святой престол и святой алтарь повреждены, подсвечники для зажигания свечей сломаны, а священные камни храма превращены в кучу мусора.
Позже стало известно, что в период с декабря 2023 года по апрель 2024 года храм был полностью разрушен, о чем свидетельствуют снимки из космоса.

## Галерея

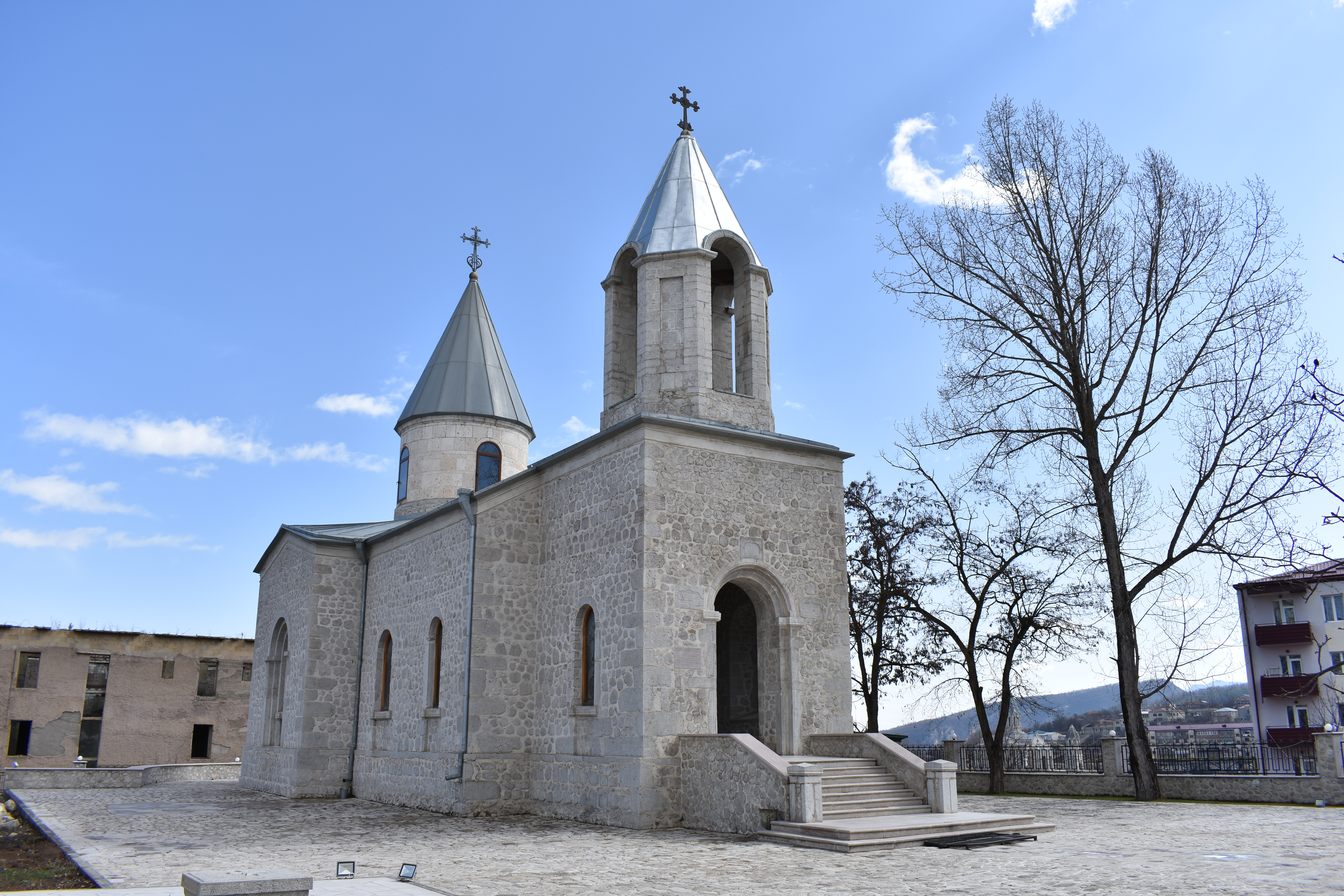
Внешний вид церкви в 2018 году
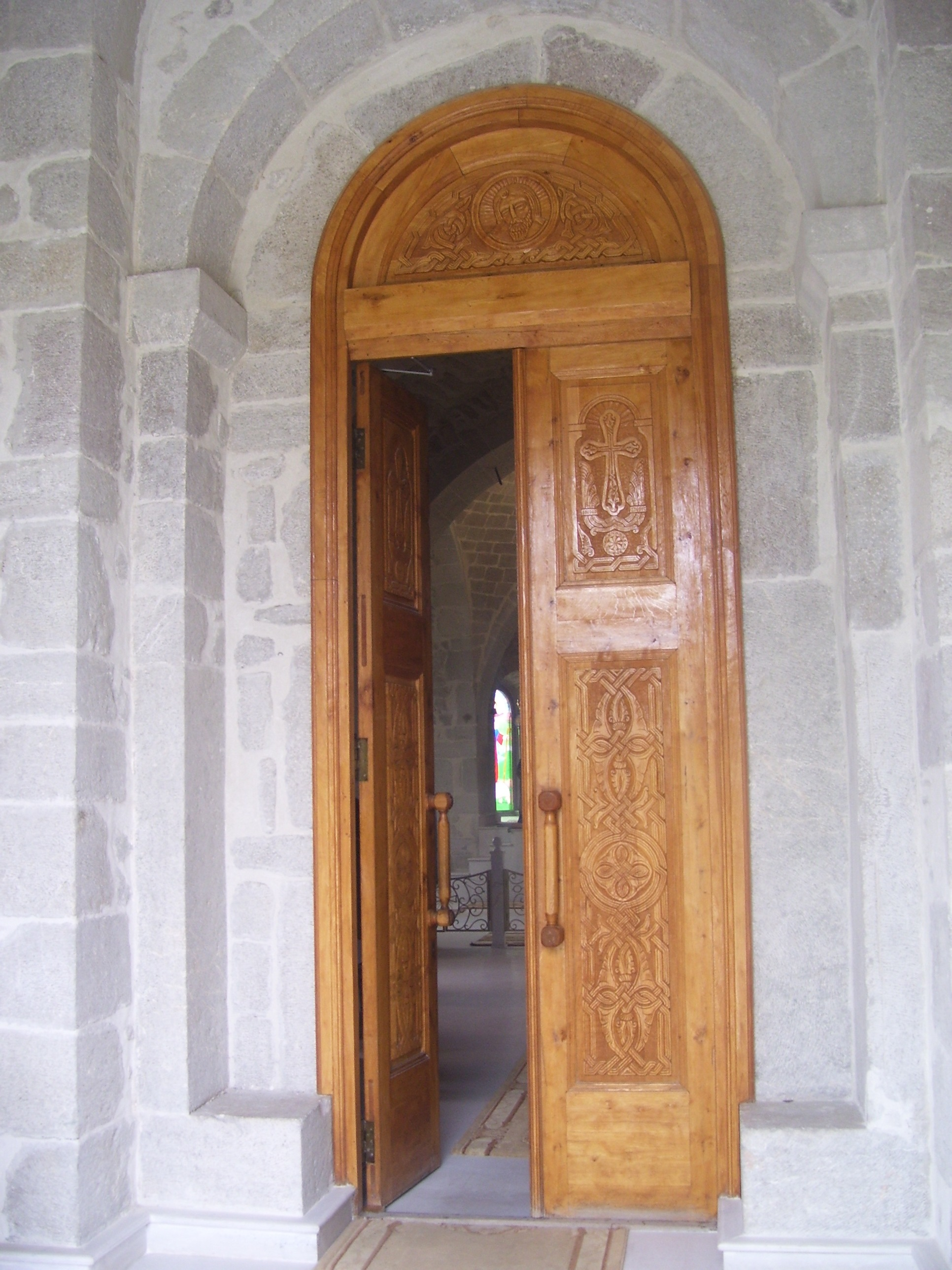
Один из входов
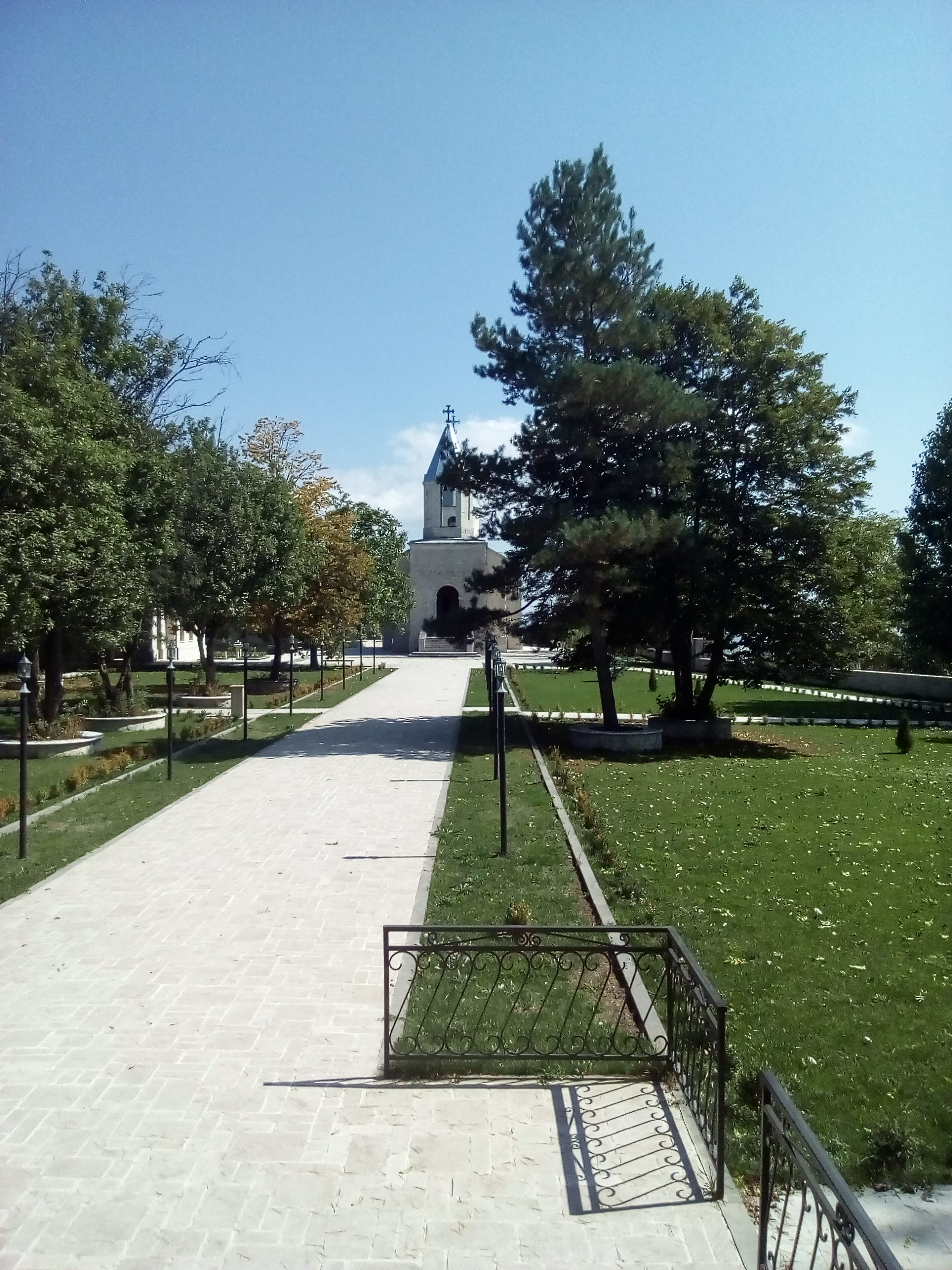
Сквер в районе церкви
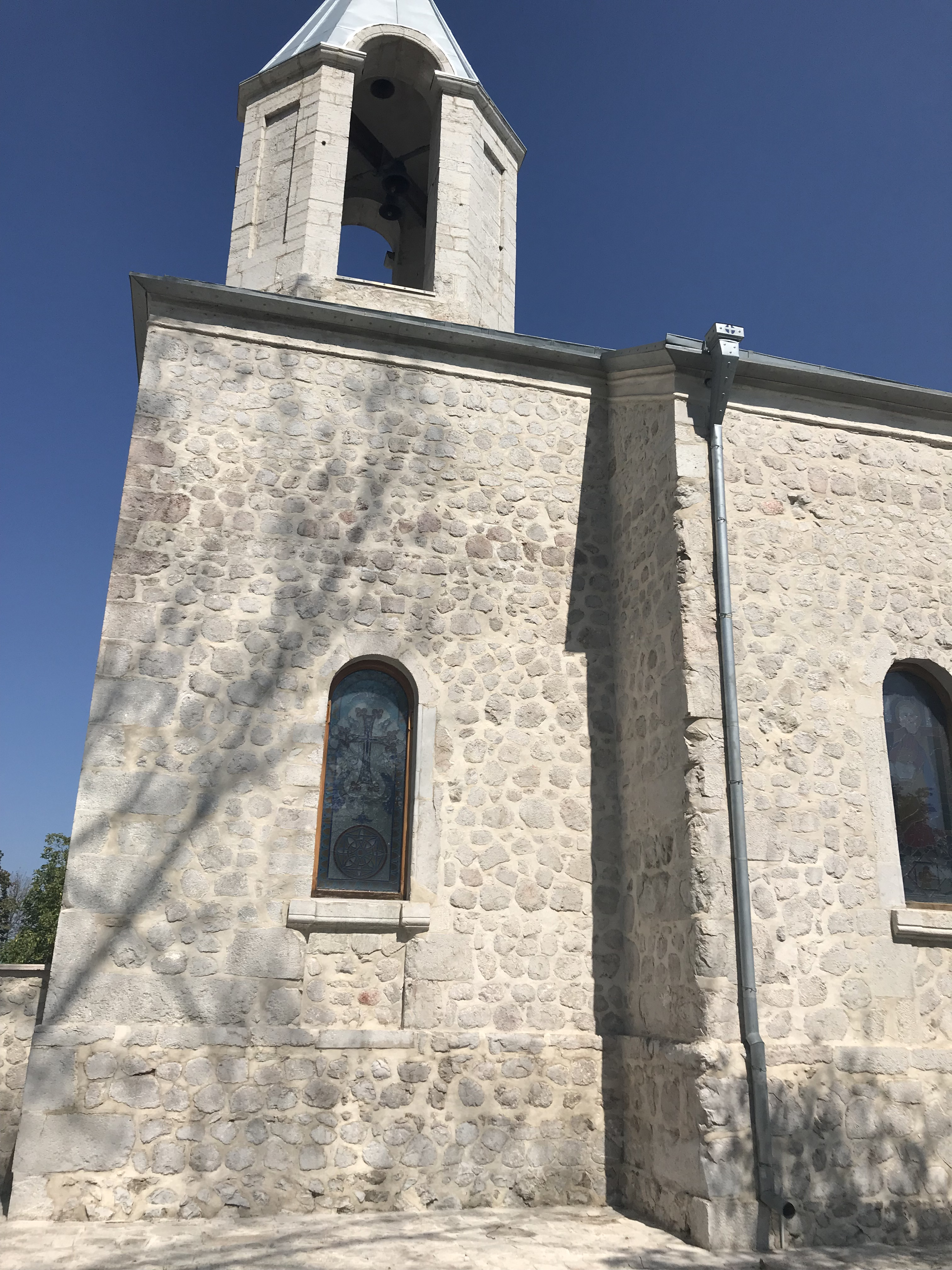
Колокольня
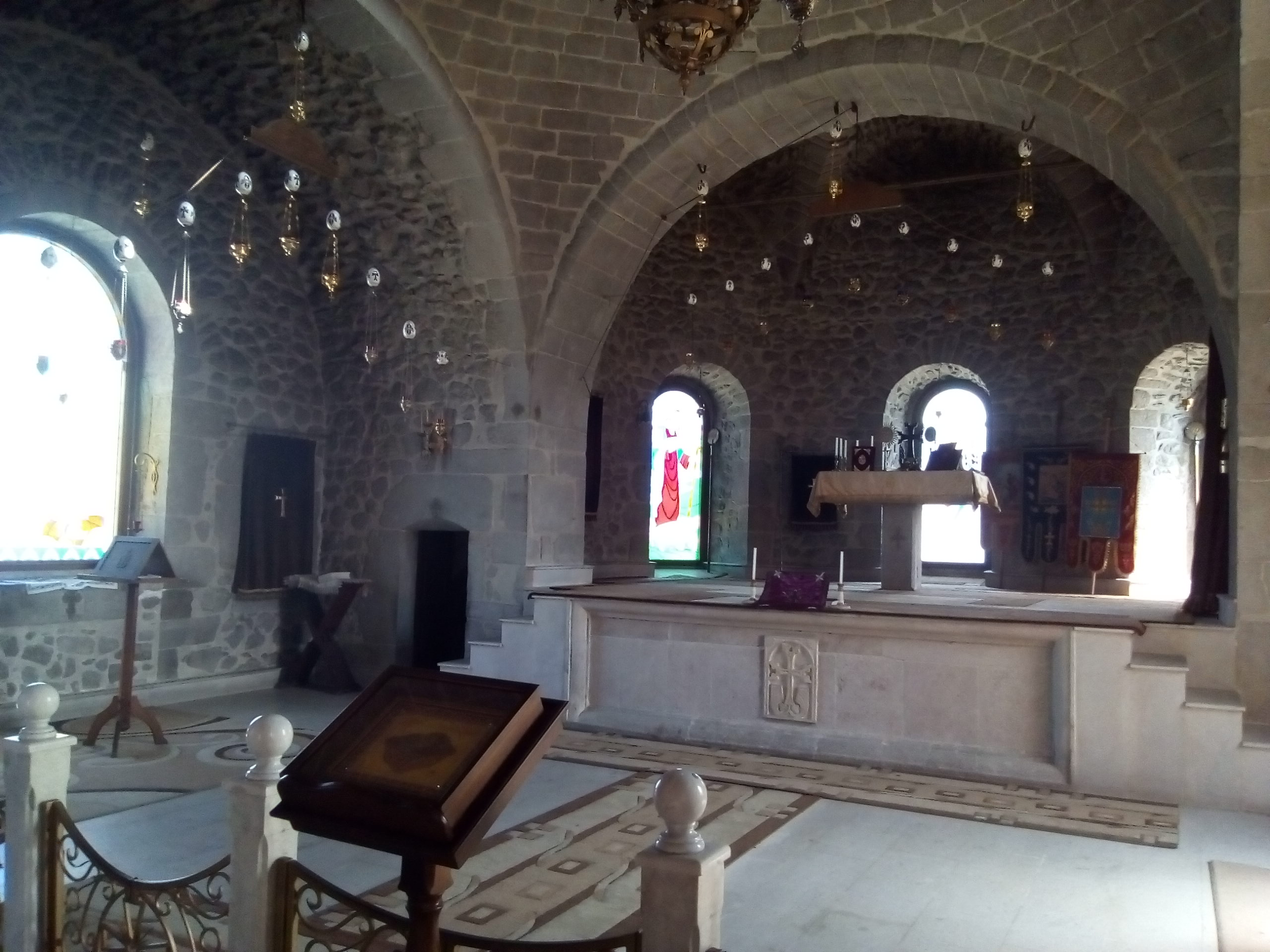
Внутреннее убранство церкви
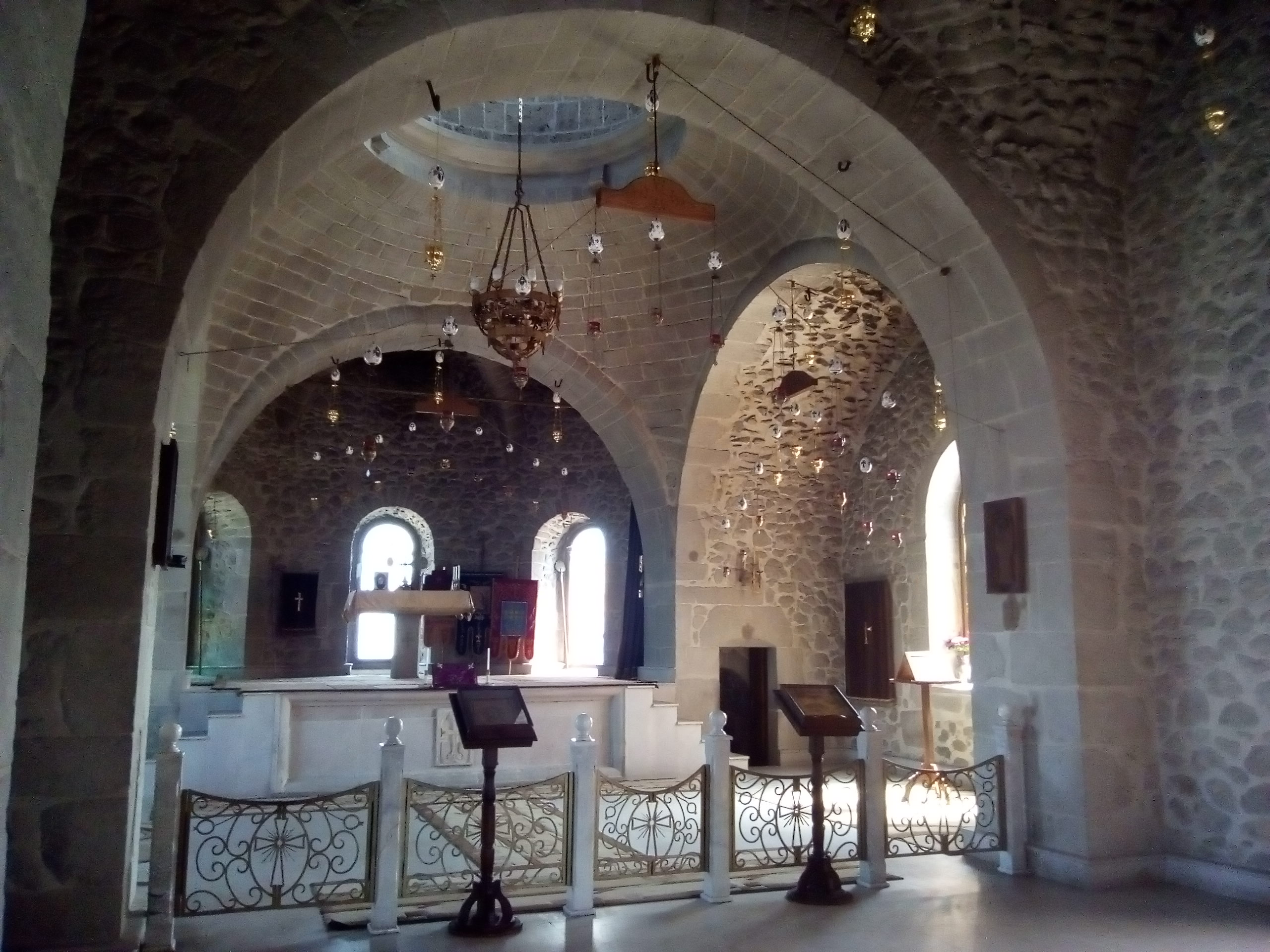
Внутреннее убранство церкви
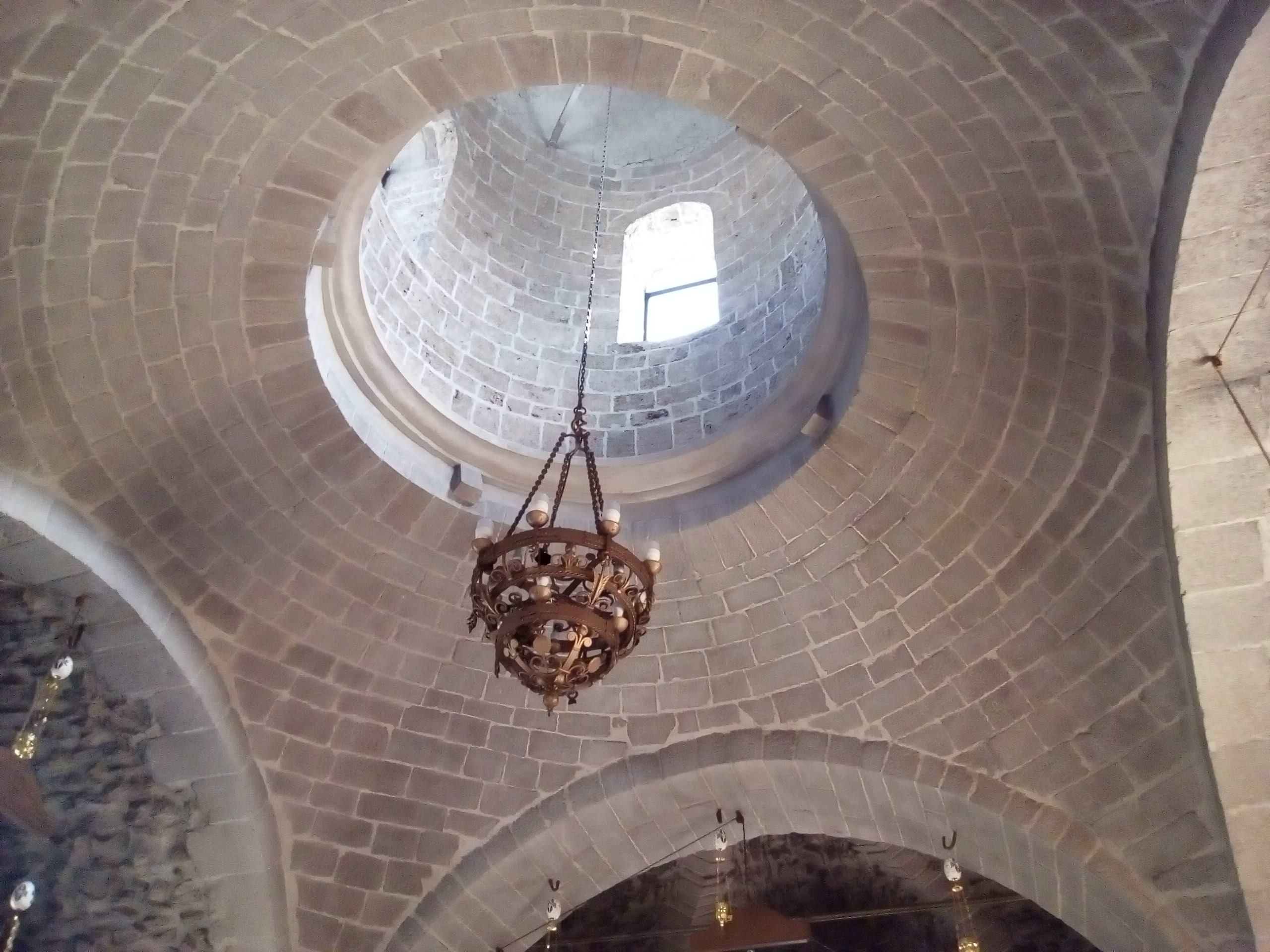
Под куполом церкви
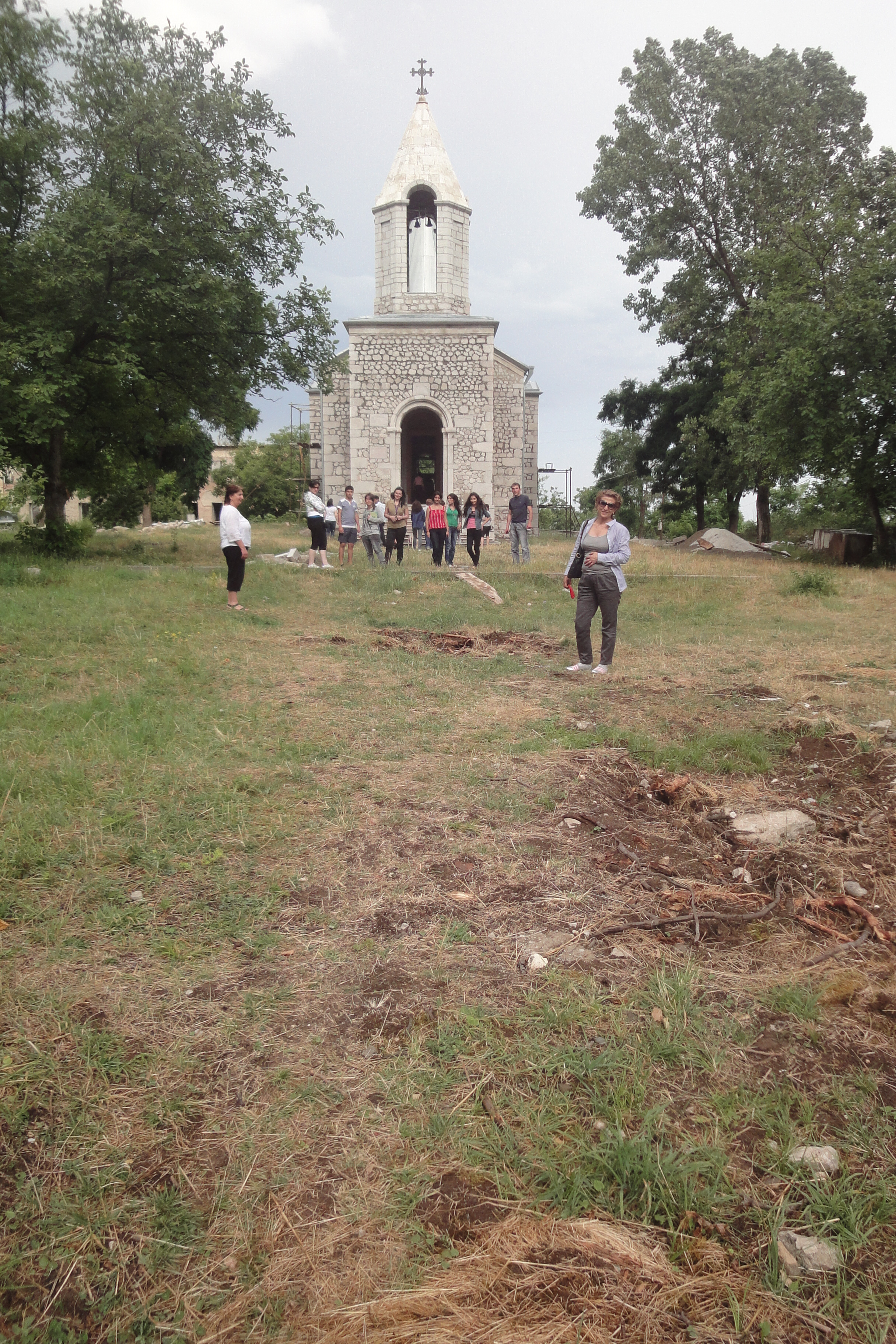
Посетители
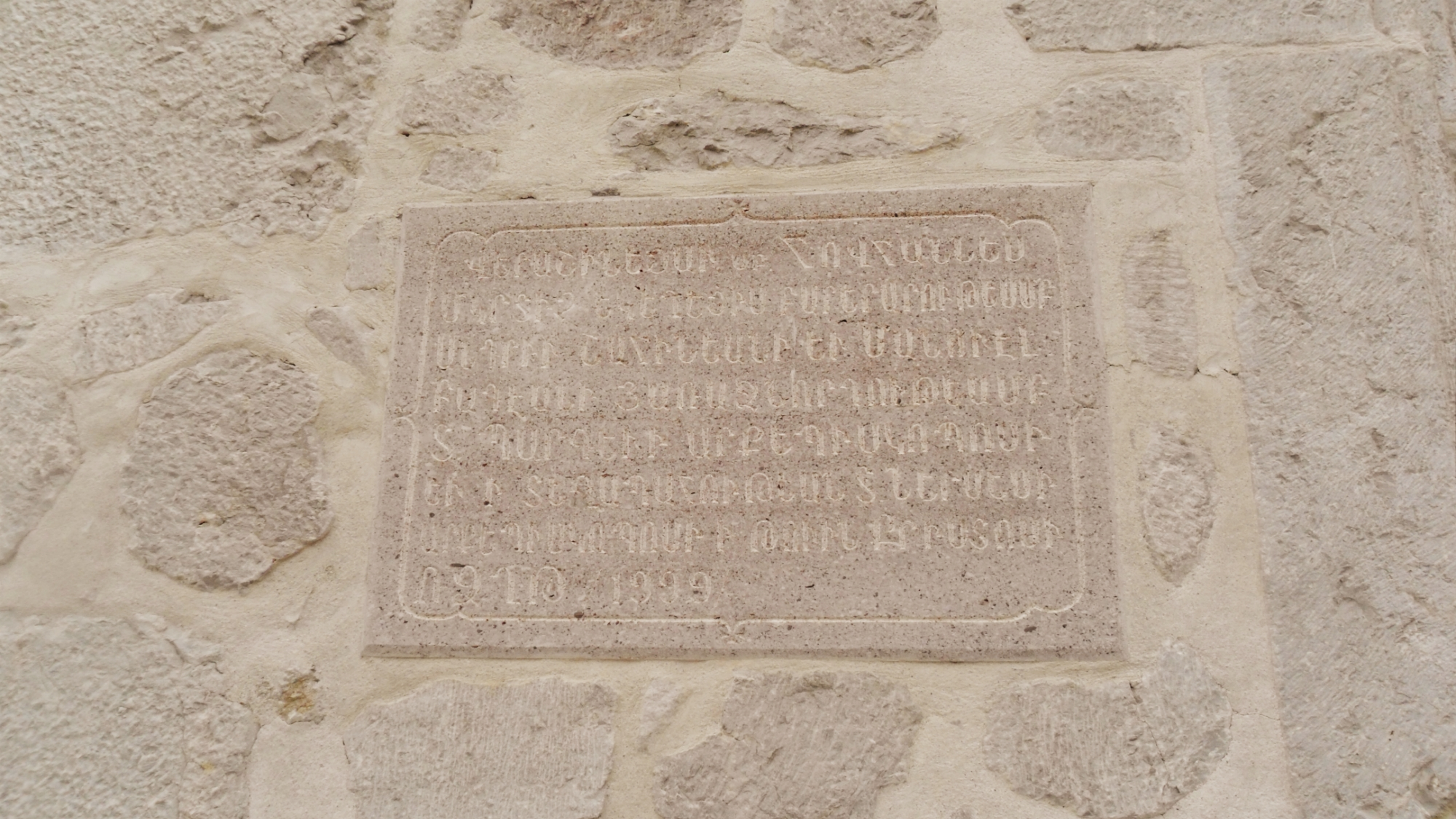
Одна из многочисленных надписей на стенах церкви: «Я восстановил церковь Святого Ованеса Мкртича при поддержке Андреса Шагиняна и Мануэля Бадяна. Хозяйство Архиепископа Т. Паргсяна. Архиепископ Нерсес во Христе»
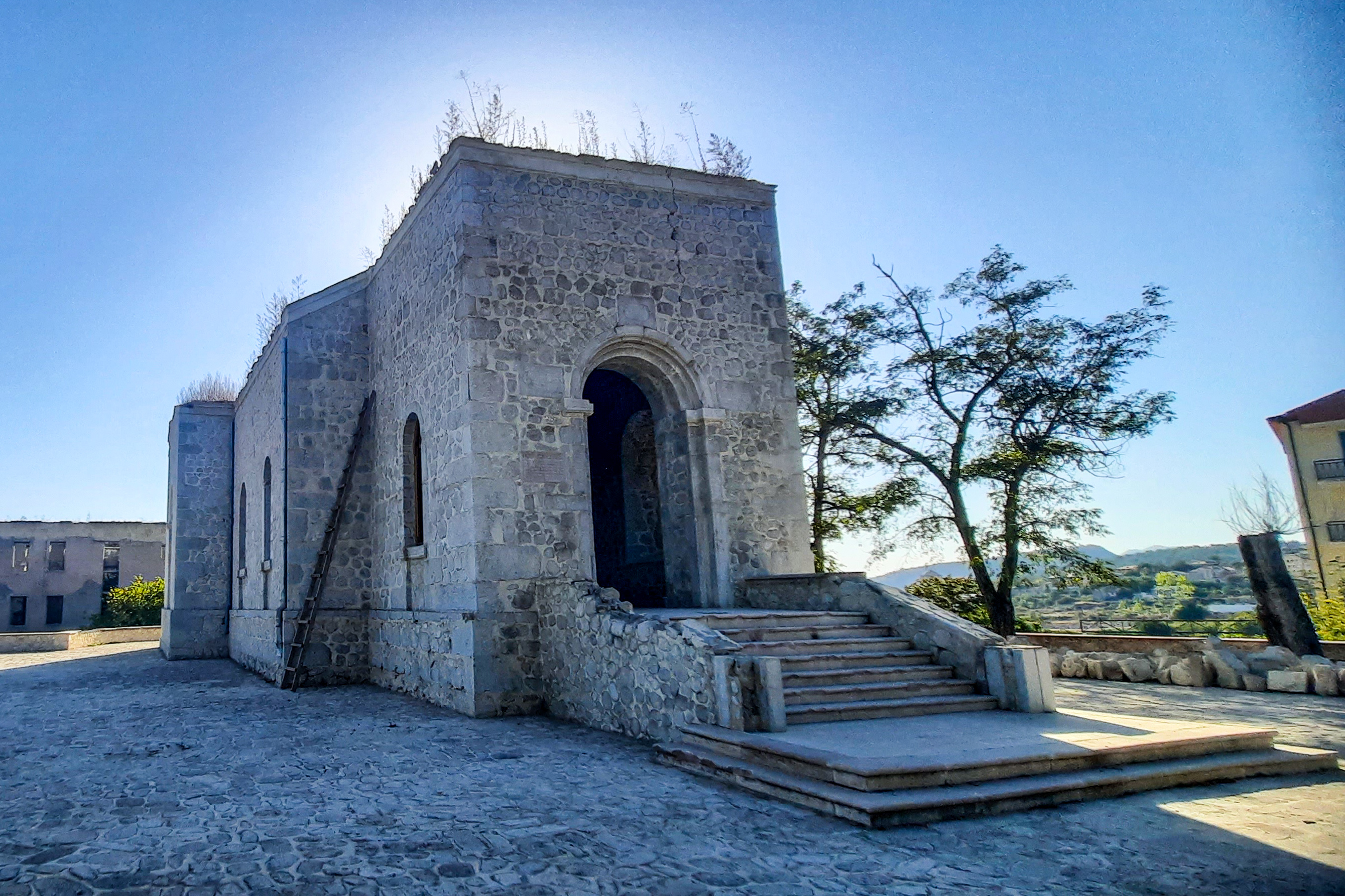
Состояние церкви в сентябре 2022 года